# GO구리FM
GO구리FM은 대한민국의 공동체라디오 경기도 구리시 중심으로 라디오 방송을 송출하고 있다.

## 연혁
- 2021년 9월 9일 법인 설립.